# Red Hat Linux
Red Hat Linux (také známý jako RHL) byl v informatice název velice populární linuxové distribuce, vyvíjené do roku 2004 společností Red Hat. Jejím přímým nástupcem je distribuce Fedora.

## Historie
Red Hat Linux 1.0 byl vydán 3. listopadu 1994 pod původním názvem "Red Hat Commercial Linux". Jednalo se o první linuxovou distribuci užívající balíčkovací systém RPM Package Manager. Ten po Red Hat Linuxu zdědila spousta distribucí. Jak ty z dílen Red Hatu (Fedora, Red Hat Enterprise Linux ...), tak i cizí (SUSE, Mandriva ...).
Roku 2003 se společnost Red Hat rozhodla nepokračovat ve vývoji Red Hat Linuxu. Místo toho se zaměřila na vývoj nového projektu, Red Hat Enterprise Linuxu určeného především pro podnikové využití.
Přímým nástupcem Red Hat Linuxu se stala distribuce Fedora (původně celým názvem Fedora Core), jež je plně otevřená a o jejíž vývoj se stará komunita vývojářů, částečně sponzorovaná společností Red Hat. Následující rok, přesněji 30. dubna 2004, byl projekt Red Hat Linux oficiálně ukončen.

### Historie verzí
- 1.0 (Mother's Day), 3. listopad 1994 (jádro verze 1.2.8)
- 1.1 (Mother's Day+0.1), 1. srpen 1995 (jádro verze 1.2.11)
- 2.0, 20. září 1995 (jádro verze 1.2.13-2)
- 2.1, 23. listopad 1995 (jádro verze 1.2.13)
- 3.0.3 (Picasso), 1. květen 1996 – první verze podporující DEC Alpha
- 4.0 (Colgate), 3. říjen 1996 (jádro verze 2.0.18) – první verze podporující SPARC
- 4.1 (Vanderbilt), 3. únor 1997 (jádro verze 2.0.27)
- 4.2 (Biltmore), 19. květen 1997 (jádro verze 2.0.30-2)
- 5.0 (Hurricane), 1. prosinec 1997 (jádro verze 2.0.32-2)
- 5.1 (Manhattan), 22. květen 1998 (jádro verze 2.0.34-0.6)
- 5.2 (Apollo), 2. listopad 1998 (jádro verze 2.0.36-0.7)
- 6.0 (Hedwig), 26. duben 1999 (jádro verze 2.2.5-15)
- 6.1 (Cartman), 4. říjen 1999 (jádro verze 2.2.12-20)
- 6.2 (Zoot), 3. duben 2000 (jádro verze 2.2.14-5.0)
- 7 (Guinness), 25. září 2000 (jádro verze 2.2.16-22) – verze označena „7“, ne „7.0“
- 7.1 (Seawolf), 16. duben 2001 (jádro verze 2.4.2-2)
- 7.2 (Enigma), 22. říjen 2001 (jádro verze 2.4.7-10, 2.4.9-21smp)
- 7.3 (Valhalla), 6. květen 2002 (jádro verze 2.4.18-3)
- 8.0 (Psyche), 30. září 2002 (jádro verze 2.4.18-14)
- 9 (Shrike), 3. březen 2003 (jádro verze 2.4.20-8) – verze označena „9“, ne „9.0“